# Tropyliový kation
Tropyliový, systematicky cykloheptatrienylový kation je aromatický kation se vzorcem [C7H7]+. Jeho triviální název je odvozen od molekuly tropinu, z níž byl v roce 1881 poprvé připraven cykloheptatrien (tropyliden). Soli tropyliového kationtu jsou často stabilní, a to i se středně silnými nukleofily; příklady mohou být tetrafluoroboritan a bromid. Bromid tohoto iontu se dá připravit reakcí cykloheptatrienu s bromem a obdobnou reakcí s chloridem fosforečným vzniká chlorid.
Atomy uhlíku v tomto iontu vytvářejí pravidelný sedmiúhelník. Molekula obsahuje 6 π elektronů (4n + 2, kde n = 1), čímž splňuje Hückelovo pravidlo. Tropyliový kation se může jako ligand vázat na atomy kovů.
Níže zobrazená struktura je sjednocením sedmi rezonančních struktur, kde má každý atom uhlíku část kladného náboje.

## Historie
V roce 1891 získal G. Merling ve vodě rozpustnou sloučeninu obsahující brom reakcí cykloheptatrienu s bromem. Na rozdíl od ostatních bromovaných uhlovodíků byla sloučenina, později nazvaná tropyliumbromid, rozpustná ve vodě a nerozpustná v mnoha organických rozpouštědlech; přečištěna byla krystalizací z horkého ethanolu. Reakcí s vodným roztokem dusičnanu stříbrného vznikal bromid stříbrný, což naznačovalo nestálost vazby bromidu. Tropyliumbromid byl v roce 1954, po analýze jeho infračerveného a ultrafialového spektra, označen za sůl, se vzorcem C7H +
7 Br−.
Rentgenovou krystalografií byly potvrzeny iontové struktury chloristanu (C7H +
7 ClO -
4 ) a jodidu (C7H +
7 ClO -
4 ).
Vazby uhlík–uhlík jsou delší než u benzenu (147 pm oproti 140 pm), ale kratší než běžné jednoduché vazby, například v ethanu (154 pm).

## Kyselost
Tropylium ion se ve vodných roztocích chová jako kyselina: chová se jako Lewisova kyselina, která vytváří adukt s vodou, jenž může dodat proton další molekule vody:
C7H| +
7  + 2 H2O ⇌ C7H7OH + H3O+
Rovnovážná konstanta činí 1,8×10−5, takže jde o podobně silnou kyselinu jako je kyselina octová.

## Hmotnostní spektrometrie
Tropyliový ion se často objevuje při analýzách hmotnostní spektrometrií jako signál na m/z = 91; tento fragment je rozšířený u sloučenin obsahujících benzylové skupiny. Po ionizaci vytvoří benzylový fragment kation PhCH +
2 , který se přesmykuje na mnohem stálejší tropyliový kation, C7H +
7 .

## Reakce
Tropyliový iont reaguje s nukleofily za vzniku substituovaných cykloheptatrienů, například:
C7H| +
7  + CN− → C7H7CN
Redukcí hydridem lithno-hlinitým se tvoří cykloheptatrien.
Reakcemi tropyliového kationtu s cyklopentadienidem sodným nebo lithným vzniká seskvifulvalen:
C7H| +
7 X− + C5H| -
5 Na+ → C7H7C5H5 + NaX
Působením oxidačních činidel, například kyseliny chromové, se tropyliový ion přesmykuje na benzaldehyd:
C7H| +
7  + HCrO -
4  → C6H5CHO + CrO2 + H2O
Ke komplexům tropyliového iontu patří například [Mo(η7−C7H7)(CO)3]+, připravovaný odštěpováním hydridu z trikarbonylu cykloheptatrienmolybdenu.